# Залив Опасный
Залив Опасный (англ. Danger Bay) — это канадский телевизионный сериал, снятый в городе Ванкувер, первый эпизод транслировался по каналу CBC Television с 18 октября 1984 года и на канале Disney Channel начиная с 7 октября 1985 года. Всего было снято 123 эпизода в 6 сезонах, закончившиеся в 1989. В последующем сериал был переведен и распространен в мире.

## Сюжет
Сюжетная линия сериала рассказывает о приключениях семьи Робертсов: морского ветеринара Гранта «Дока» Робертса и его 2 детей: Николь и Джона. Практически в каждом эпизоде есть сцены в Ванкуверском Акванариуме.
Большинство эпизодов сериала сфокусированы на экологических проблемах: загрязнение окружающей среды, сокращение ареала диких животных и вырубке лесов.

## Интересные факты
Сериал официально транслировался в Польше (Niebezpieczna zatoka), на тот момент Чехословакии (Nebezpečný záliv) и в Германии. В России он демонстрировался на петербургском Шестом канале в 1993—1995 гг.